# Coc de Fraga

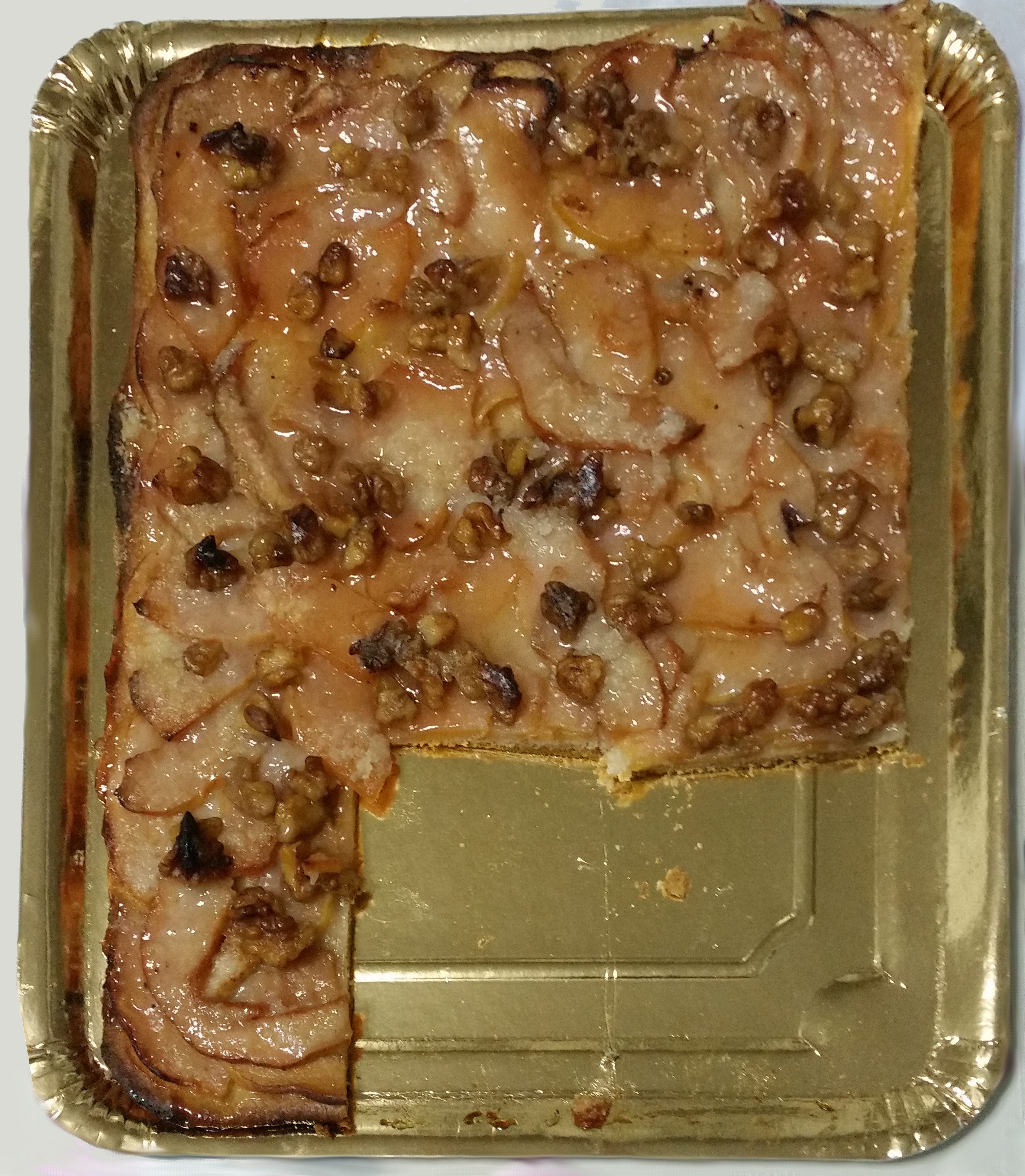
Coc de Fraga

El coc de Fraga es un postre típico de la localidad de Fraga (Aragón, España). El ingrediente principal de este postre es el membrillo que se ha cortado en finas rodajas y se alterna con finas capas de masa para ser finalmente horneado. Es muy popular en Fraga y puede encontrarse en las pastelerías de la ciudad. Es un postre muy reconocido en la ciudad. Desde 1994 posee la marca «Aragón Calidad Alimentaria».

## Características
La forma es la de una torta que se puede elaborar dulce o salada. Se puede decir que es tradicional el empleo de membrillo, aunque se puede emplear manzana. La masa es cocida finalmente en el horno. Es frecuente que sobre la masa rectangular y el membrillo se coloquen diversos frutos secos.